# Сремчица
Сремчица  (на сръбски: Сремчица) е село в Сърбия, Белградски окръг, община Чукарица.

## География
Намира се южно от квартал Железник, източно от село Велика Мощаница и западно от село Рушан.

## Население
Населението на селото възлиза на 21 001 жители (2011 г.).
Етнически състав (2002)
- сърби – 16 505 жители (89,45%)
- цигани – 528 жители (2,86%)
- черногорци – 277 жители (1,50%)
- югославяни – 158 жители (0,85%)
- македонци – 111 жители (0,60%)
- хървати – 64 жители (0,34%)
- мюсюлмани – 58 жители (0,31%)
- горани – 42 жители (0,22%)
- българи – 18 жители (0,09%)
- други – 61 жители (0,31%)
- недекларирали – 498 жители (2,69%)